# Пенткі-Басе
Пенткі-Басе (пол. Piętki-Basie) — село в Польщі, у гміні Клюково Високомазовецького повіту Підляського воєводства.
Населення — 60 осіб (2011).
У 1975-1998 роках село належало до Ломжинського воєводства.

## Демографія
Демографічна структура станом на 31 березня 2011 року:
|          | Загалом | Допрацездатний вік | Працездатний вік | Постпрацездатний вік |
| -------- | ------- | ------------------ | ---------------- | -------------------- |
| Чоловіки | 33      | 7                  | 20               | 6                    |
| Жінки    | 27      | 6                  | 14               | 7                    |
| Разом    | 60      | 13                 | 34               | 13                   |